# Veličane
Veličane so naselje v Občini Ormož.